# Рагби 15 репрезентација Луксембурга
Рагби јунион репрезентација Луксембурга је рагби јунион тим који представља Луксембург у овом екипном контактном спорту. Рагби савез Луксембурга је основан 1973. Први званичан тест меч репрезентација Луксембурга одиграла је 1975. и поражена је 28-6 од Белгије. Највећу победу рагбисти Луксембурга су остварили 2000. када су победили Норвешку са 78-12. Најтежи пораз Луксембургу нанела је Рагби јунион репрезентација Шведске 116-3 2001. Рагби јунион репрезентација Луксембурга такмичи се у дивизији 2Ц Куп европских нација.

## Тренутни састав
Маркус Адам
Матаис Гарик-Полак
Саман Резапоур
Ким Зипер
Боб Вагнер
Јохан Барнард
Џулијен да Кул
Скот Макинли
Тим Сеите
Винсент Гифард
Нигел Шарплин
Жан Лоу
Џејсон Лимпах
Вилијам Денис
Демијен Бесирс
Бертард Кохан-Сабан
Тертиус Бернард
Јеред Кетема
Кристофер Роса
Циаран Кеане
Робин Декс
Филипе Вимонд
Адријен Тимерманс
Семјуел Диси